# Артуро Ромео Дуарте Ортіз
Артуро Ромео Дуарте Ортіз (ісп. Arturo Romeo Duarte Ortiz) — гватемальський дипломат. Надзвичайний і Повноважний Посол Республіки Гватемала в Україні за сумісництвом.

## Життєпис
Був Постійним Представником Гватемали в Організації Американських Держав.
З 18 вересня 2008 по 2012 рр. — Надзвичайний і Повноважний Посол Республіки Гватемала в РФ.
З 2008 по 2012 рр. — Надзвичайний і Повноважний Посол Республіки Гватемала в Україні за сумісництвом.
З 2009 по 2012 рр. — Надзвичайний і Повноважний Посол Республіки Гватемала у Вірменії за сумісництвом.
З 6 липня 2012 по 9 липня 2015 рр. — Надзвичайний і Повноважний Посол Республіки Гватемала в Тайвані.
З 19 червня 2015 року — Надзвичайний і Повноважний Посол Республіки Гватемала в Мексиці